# La Jonction
La Jonction, literalmente "A Junção", é um bairro da cidade de Genebra situado na junção (donde o nome) do rio Ródano e do rio Arve, a sul da Ponte do Monte Branco .

## Geografia
La Jonction que como o quarteirão do Plainpalais fica junto de um rio, tem á sua esquerda o rio Arve, que nasce no Maciço do Monte Branco, e pode ser atravessado ou pela ponte das Acacias ou pela ponte de Saint-Georges. Grande parte da margem esquerda está ocupada pela colina do Bois de la Bâtie, a qual se atinge pela passarela do Bois de la Bâtie .

## História
Até ao século XX a Jonção era um dos muitos arredores da cidade com campos, mas  cerca de 1850 começou-se a proteger estes bons e férteis terrenos elevando as margens. 
A industrialização passou por esta zona e em 1909 aqui se instalou a SIP — Société genevoise des instruments de physique (Soc. de genebra de instrumentos de física). O Edifício das Forças Motrizes foi construído em 1886 para permitir aos genebrinos terem água corrente. A fábrica da Coulouvrenière para tratamento do ouro, a UGDO em francês:  l’Usine genevoise de dégrossissage d’or, foi reconstruída depois de um incêndio em 1915 e é ocupada hoje em dia por um centro cultural alternativo, "l'Usine".
Mais de 14 000 pessoas vivem na Jonction, 8 % da população genebrina habitam, em 8 700 alojamentos.

## Património
La Jonction possui um património imobiliário antigo pois 65 % dos alojamentos foram construídos antes de 1960 (58,7 % para a totalidade da Cidade). 
A administração do cantão de Genebra mantém nesta cidade um depósito histórico dos TPG, formado pela Associação Genebrina do Museu dos Tramways (AGMT)  cujos elementos faziam parte da frota da sua antecessora, a Companhia Genebrina dos Tramways Eléctricos (CGTE) .

## Datas
- 1815, criação da primeira fábrica de chocolates genebrina, rue de la Coulouvrenière,
- 1895, fundação da fábrica de produtos químicos, a SIP - Société genevoise des instruments de physique (Soc. de genebra de instrumentos de física)
- 1900, construção das oficinas da Compagnie genevoise des tramways électriques,
- 1909, explosão da fábrica da Coulouvrenière faz 13 mortos
- 1915, instalação dos Services industriels de Genève instalam-se no boulevard St-Georges e na rua do Stand,
- 1941, a Tribune de Genève, o grande jornal diário dos genebrinos, instala-se na rue du Stand,
- 1958, inauguração  rinque de patinagem de Les Vernets,
- 1966, abertura aa piscine,
- 1990, criação do centro desportivo de "la Queue d’Arve" [1].